# Megalocranchia
Megalocranchia är ett släkte av bläckfiskar. Megalocranchia ingår i familjen Cranchiidae.
Kladogram enligt Catalogue of Life:
| Megalocranchia | \| \| Megalocranchia abyssicola \| \| \| \| \| \| Megalocranchia maxima \| \| \| \| \| \| Megalocranchia oceanica \| \| \| \| |
|                | \| \| Megalocranchia abyssicola \| \| \| \| \| \| Megalocranchia maxima \| \| \| \| \| \| Megalocranchia oceanica \| \| \| \| |
|                | Bathothauma |
|                | |
|                | Belonella |
|                | |
|                | Cranchia |
|                | |
|                | Drechselia |
|                | |
|                | Egea |
|                | |
|                | Galiteuthis |
|                | |
|                | Helicocranchia |
|                | |
|                | Leachia |
|                | |
|                | Liguriella |
|                | |
|                | Liocranchia |
|                | |
|                | Mesonychoteuthis |
|                | |
|                | Sandalops |
|                | |
|                | Taonius |
|                | |
|                | Teuthowenia |
|                | |
|                | Megalocranchia abyssicola |
|                | |
|                | Megalocranchia maxima |
|                | |
|                | Megalocranchia oceanica |
|                | |

|  | Megalocranchia abyssicola |
|  |                           |
|  | Megalocranchia maxima     |
|  |                           |
|  | Megalocranchia oceanica   |
|  |                           |

## Bildgalleri

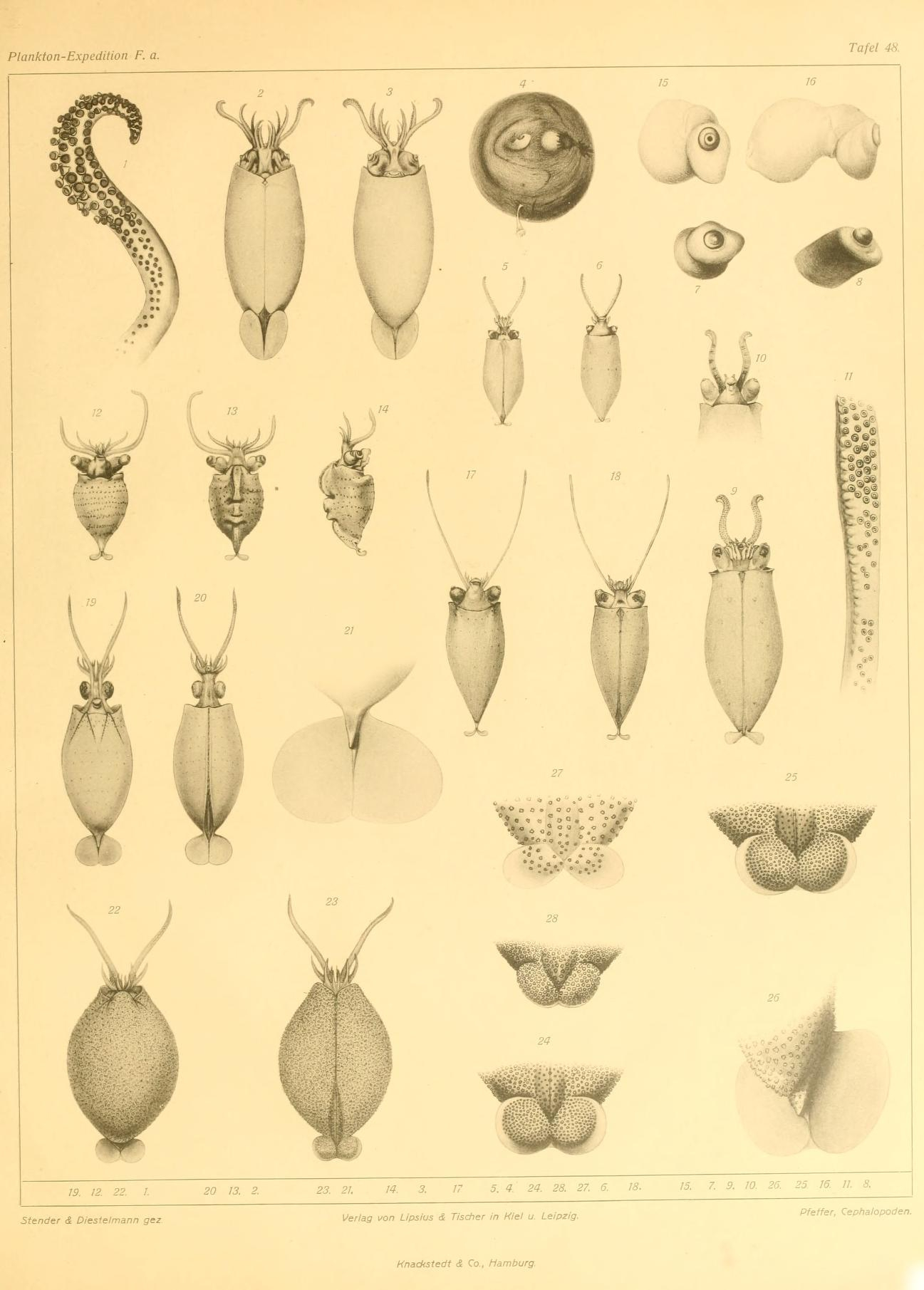